# We're Going to Hang out the Washing on the Siegfried Line
"We're Gonna Hang out the Washing on the Siegfried Line" (med betydelsen "Vi ska hänga ut tvätten på Siegfriedlinjen", line kan också betyda tvättlina), är en brittisk sång som skrevs 1939 av Jimmy Kennedy, medan han var kapten i den brittiska expeditionskåren. Musiken komponerades av Michael Carr. Siegfriedlinjen var en försvarslinje byggd av Tyskland, längs landets västra gräns, mitt emot den franska Maginotlinjen. Sången var en viktig propagandasång under andra världskriget, i synnerhet fram till och under Slaget om Frankrike. Den gjordes populär av artister som The Two Leslies, Vera Lynn och Ambrose och hans orkester.

## Utdrag ur texten
| ” | We're going to hang out the washing on the Siegfried Line. Have you any dirty washing, mother dear? We're gonna hang out the washing on the Siegfried Line. 'Cause the washing day is here. Whether the weather may be wet or fine. We just rub along without a care! We're gonna hang out the washing on the Siegfried Line. If the Siegfried Line's still there! | „ |